# 菲克雷·塞拉西·沃格德雷斯
菲克雷·塞拉西·沃格德雷斯（1945年—2020年12月12日），埃塞俄比亚政治人物，前总理。

## 生平
曾任社会主义埃塞俄比亚临时军政府秘书长、国防与安全委员会委员、埃塞俄比亚劳动人民党组织委员会中央委员。1987年至1989年担任总理，军政府倒台后，他同22位前领导人一起被指控犯有种族灭绝罪和危害人类罪。最初被判处死刑，后改为监禁，20年后获释。2020年12月12日逝世。